# Kasachischsprachige Wikipedia

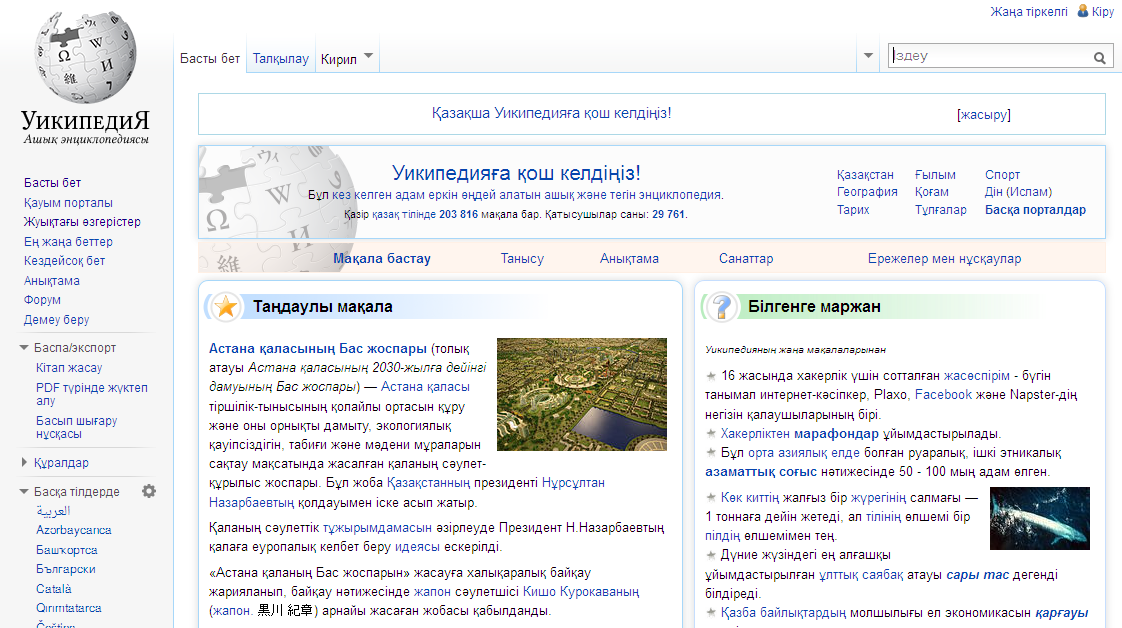
Hauptseite der kasachischsprachigen Wikipedia am 3. April 2013

Die kasachischsprachige Wikipedia (kasachisch Қазақша Уикипедия /Qazaqşa Uikipediya/) ist die Ausgabe der Wikipedia in kasachischer Sprache.

## Geschichte
Die kasachischsprachige Wikipedia startete am 3. Juni 2002. 2011 entwickelte sie sich innerhalb weniger Monate von 7000 zu über 100.000 Artikeln.
Mit mehr als 222.000 Artikeln am 12. November 2018 gilt sie als die 39. größte Sprachversion der Wikipedia. Sie gilt außerdem als die zweitgrößte Ausgabe der Wikipedia in einer der Turksprachen.
Die Besonderheit dieser Wikipedia-Ausgabe lag bis 2023 darin, dass diese in drei verschiedenen Alphabeten geschrieben wurde, nämlich im kyrillischen (Kasachstan, Russland, Usbekistan und Mongolei), lateinischen (Türkei, Europa und Rest der Welt) und arabischen Alphabet (China und Iran). Standardmäßig wird seit dem wieder das kyrillische Alphabet benutzt. 
Die staatliche kasachische Aktiengesellschaft Samruk-Kazyna sponserte 2011 die kasachische Wikipedia mit rund 30 Millionen Tenge. Das Geld wurde unter anderem für bezahlte Autoren und zur Übernahme aus bereits vorhandenen kasachischen Enzyklopädien und Fachliteratur, für die Digitalisierung von Bildern und Texten sowie deren weitere Bearbeitung bereitgestellt. Außerdem wurden die Mittel für den Kauf von Nutzungsrechten verwendet. Im April 2012 gab Tengri News bekannt, dass durch einen Fonds von Samruk Kazyna insgesamt 204.000 US-Dollar für 2011 und 136.000 Dollar für 2012 zur Verfügung gestellt wurden. Die Organisation WikiBilim übernahm dabei eine führende Rolle, und ihr Präsident Rauan Kenzhekhanuly erhielt dafür bei der Wikimania-Konferenz 2011 den „Wikipedianer des Jahres“-Preis von Jimmy Wales, der der kasachischen Regierung auch bei Wikimania 2012 seinen Dank aussprach.
Die finanzielle Unterstützung durch die kasachische Regierung, die einen schlechten Ruf in Bezug auf Pressefreiheit hat, und die Tatsache, dass Rauan Kenzhekhanuly, der Präsident von WikiBilim, eine lange Karriere als Regierungsfunktionär hat, führten Ende 2012 und 2013 zu Diskussionen in der Presse. Die Neutralität der kasachischen Wikipedia, die zu einem großen Teil den Inhalt der vom kasachischen Staat veröffentlichten Nationalenzyklopädie übernommen hat, wurde ebenfalls in Frage gestellt.
| Von wo wird die kasachischsprachige Wikipedia gelesen? | Von wo wird die kasachischsprachige Wikipedia gelesen? | Von wo wird die kasachischsprachige Wikipedia gelesen? | Von wo wird die kasachischsprachige Wikipedia gelesen? | Von wo wird die kasachischsprachige Wikipedia gelesen? |
| ------------------------------------------------------ | ------------------------------------------------------ | ------------------------------------------------------ | ------------------------------------------------------ | ------------------------------------------------------ |
|                                                        |                                                        |                                                        |                                                        |                                                        |
| Kasachstan                                             | Kasachstan                                             |                                                        | 94,7 %                                                 | 94,7 %                                                 |
| Andere Länder                                          | Andere Länder                                          |                                                        | 5,3 %                                                  | 5,3 %                                                  |
|                                                        |                                                        |                                                        |                                                        |                                                        |

| Welche Wikipedia Sprachversionen werden aus Kasachstan abgerufen/gelesen? | Welche Wikipedia Sprachversionen werden aus Kasachstan abgerufen/gelesen? | Welche Wikipedia Sprachversionen werden aus Kasachstan abgerufen/gelesen? | Welche Wikipedia Sprachversionen werden aus Kasachstan abgerufen/gelesen? | Welche Wikipedia Sprachversionen werden aus Kasachstan abgerufen/gelesen? |
| ------------------------------------------------------------------------- | ------------------------------------------------------------------------- | ------------------------------------------------------------------------- | ------------------------------------------------------------------------- | ------------------------------------------------------------------------- |
|                                                                           |                                                                           |                                                                           |                                                                           |                                                                           |
| Russische Wikipedia                                                       | Russische Wikipedia                                                       |                                                                           | 53,4 %                                                                    | 53,4 %                                                                    |
| Kasachische Wikipedia                                                     | Kasachische Wikipedia                                                     |                                                                           | 35,5 %                                                                    | 35,5 %                                                                    |
| Englische Wikipedia                                                       | Englische Wikipedia                                                       |                                                                           | 6,5 %                                                                     | 6,5 %                                                                     |
|                                                                           |                                                                           |                                                                           |                                                                           |                                                                           |

## Galerie

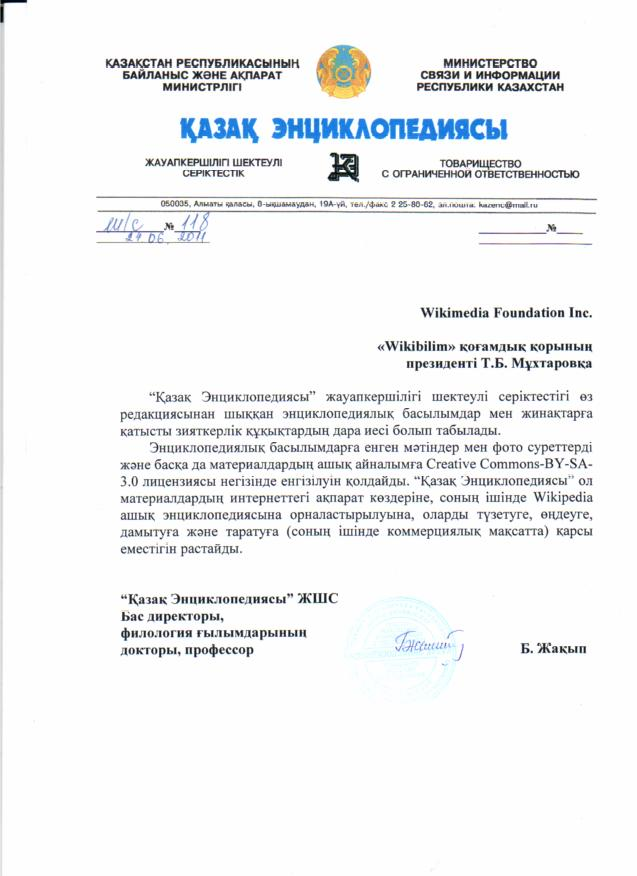
Brief der Kasachischen Enzyklopädie zur Freigabe ihrer Inhalte unter einer Creative Commons Lizenz (CC-BY-SA 3.0), 25. März 2011
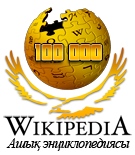
100 000 Artikel
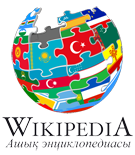
Logo der kasachischsprachigen Wikipedia während der Wikipedia-Konferenz der Turksprachen, die in Almaty am 20. und 21. April 2012 stattgefunden hat
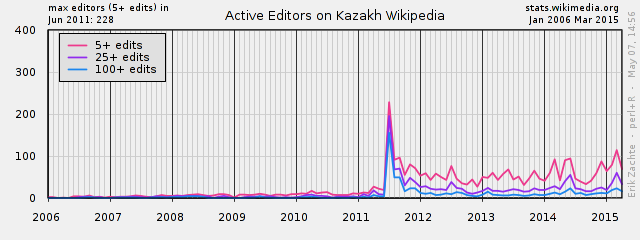
Aktive Benutzer in der kasachischsprachigen Wikipedia